# Partido Independiente Salvadoreño
El Partido Independiente Salvadoreño, conocido por sus iniciales como PAIS, es un partido político de El Salvador que tiene sus inicios como movimiento ciudadano; en septiembre del año 2020, en Estados Unidos de América, reuniendo a un grupo de compatriotas radicados en dicho país, para hablar del proyecto político. 
Posteriormente se dieron más reuniones con dirigentes tanto en Estados Unidos de América así como en El Salvador; y de esa manera, se realizaron los trámites en el año 2022 ante el Tribunal Supremo Electoral de El Salvador, para volverse legalmente un partido político, dejando de ser un movimiento ciudadano y pudiendo así competir en elecciones.

## Ideología
Si bien no está del todo claro la ideología del partido ni han salido posturas oficiales, el partido acumula la participación de múltiples sectores, sean empresarios, migrantes, clase trabajadora, etc. En términos generales el partido aboga por:
- Inversión privada en El Salvador.
- Un salario digno de $500 a $600.
- Educación de calidad desde el vientre materno.
- Abastecimiento de medicamentos en todos los hospitales.
- Techo digno.
- Oportunidades laborales tras la inversión en el país.
- Reactivación del agro y la caficultura.[2]

## Historial electoral

### Elecciones presidenciales
| Elección | Candidato            | Primera vuelta                                                                                  | Primera vuelta                                                                                  | Segunda vuelta                                                                                  | Segunda vuelta                                                                                  | Resultado                                                                                       | Nota                                                                                            |
| Elección | Candidato            | Votos                                                                                           | %                                                                                               | Votos                                                                                           | %                                                                                               | Resultado                                                                                       | Nota                                                                                            |
| -------- | -------------------- | ----------------------------------------------------------------------------------------------- | ----------------------------------------------------------------------------------------------- | ----------------------------------------------------------------------------------------------- | ----------------------------------------------------------------------------------------------- | ----------------------------------------------------------------------------------------------- | ----------------------------------------------------------------------------------------------- |
| 2024     | José Rodolfo Cardoza | El TSE declara como nulo el proceso de elecciones internas y por consiguiente las candidaturas. | El TSE declara como nulo el proceso de elecciones internas y por consiguiente las candidaturas. | El TSE declara como nulo el proceso de elecciones internas y por consiguiente las candidaturas. | El TSE declara como nulo el proceso de elecciones internas y por consiguiente las candidaturas. | El TSE declara como nulo el proceso de elecciones internas y por consiguiente las candidaturas. | El TSE declara como nulo el proceso de elecciones internas y por consiguiente las candidaturas. |

### Elecciones parlamentarias (Asamblea Legislativa)
| Año  | Votos                                                                                           | %                                                                                               | Diputados                                                                                       | Diputados                                                                                       | Legislación                                                                                     |
| Año  | Votos                                                                                           | %                                                                                               | Escaños                                                                                         | +/-                                                                                             | Legislación                                                                                     |
| ---- | ----------------------------------------------------------------------------------------------- | ----------------------------------------------------------------------------------------------- | ----------------------------------------------------------------------------------------------- | ----------------------------------------------------------------------------------------------- | ----------------------------------------------------------------------------------------------- |
| 2024 | El TSE declara como nulo el proceso de elecciones internas y por consiguiente las candidaturas. | El TSE declara como nulo el proceso de elecciones internas y por consiguiente las candidaturas. | El TSE declara como nulo el proceso de elecciones internas y por consiguiente las candidaturas. | El TSE declara como nulo el proceso de elecciones internas y por consiguiente las candidaturas. | El TSE declara como nulo el proceso de elecciones internas y por consiguiente las candidaturas. |

### Elecciones de alcaldías municipales
|           | Votos                                                                                           | %                                                                                               | Alcaldías Municipales                                                                           | Alcaldías Municipales                                                                           |
| Alcaldías | Votos                                                                                           | %                                                                                               | +/-                                                                                             |                                                                                                 |
| --------- | ----------------------------------------------------------------------------------------------- | ----------------------------------------------------------------------------------------------- | ----------------------------------------------------------------------------------------------- | ----------------------------------------------------------------------------------------------- |
| 2024      | El TSE declara como nulo el proceso de elecciones internas y por consiguiente las candidaturas. | El TSE declara como nulo el proceso de elecciones internas y por consiguiente las candidaturas. | El TSE declara como nulo el proceso de elecciones internas y por consiguiente las candidaturas. | El TSE declara como nulo el proceso de elecciones internas y por consiguiente las candidaturas. |

### Elecciones parlamentarias (PARLACEN)
| Año  | Votos                                                                                           | %                                                                                               | Diputados                                                                                       | Diputados                                                                                       |
| Año  | Votos                                                                                           | %                                                                                               | Escaños                                                                                         | +/-                                                                                             |
| ---- | ----------------------------------------------------------------------------------------------- | ----------------------------------------------------------------------------------------------- | ----------------------------------------------------------------------------------------------- | ----------------------------------------------------------------------------------------------- |
| 2024 | El TSE declara como nulo el proceso de elecciones internas y por consiguiente las candidaturas. | El TSE declara como nulo el proceso de elecciones internas y por consiguiente las candidaturas. | El TSE declara como nulo el proceso de elecciones internas y por consiguiente las candidaturas. | El TSE declara como nulo el proceso de elecciones internas y por consiguiente las candidaturas. |

## Controversias

### Demanda contra Roy García y reunión con diputados de Nuevas Ideas.
Roy García fue miembro y cofundador del partido Nuevas Ideas, pero este decidió separarse oficialmente del partido en 2018.
En octubre de 2021 salieron a la luz unos audios en donde, aparentemente, se les escucha a Roy y a otros dos diputados oficialistas conversando y aludiendo de crear una división interna dentro del partido y dentro de los diputados de la bandada en la Asamblea Legislativa, según los audios, García estaría sobornando y solicitando algo a cambio para efectuar el plan que citan los audios; es así que Nuevas Ideas abre una denuncia ante la Fiscalía General de la República por el delito de cohecho activo o supuesto soborno hacia los diputados de Nuevas Ideas y por conspiración. Roy decide salir de país debido a que comenzó a recibir amenazas que atentaban contra su vida y a considerar el proceso como una persecución política.
Luego de aceptarse la denuncia, comienza el proceso de primera audiencia, el caso lo empezaría a llevar el Juzgado Sexto de Paz de San Salvador, mientras es procesado en la fase de instrucción y la jueza, en vista de su inasistencia a la audiencia por encontrarse supuestamente en Estados Unidos, gira una orden de captura a finales de noviembre de 2021, actualmente es considerado prófugo de la justicia.
El caso pasa al Juzgado Primero de Instrucción de San Salvador el cual a comienzos de marzo de 2023 realiza la audiencia preliminar en contra del imputado, ambas partes del caso ofertaron pruebas que podría desfilar en un juicio, si así lo considera el juzgado; pocos días después el juzgado resuelve llevar a Roy García a juicio, acusado de sobornar a diputados de Nuevas Ideas. Fue declarado rebelde, por no asistir a las audiencias judiciales y se le acusa de ofrecer una visa a EEUU y dinero a Ilofio García y Gerardo Balmore, para votar independientes al partido.

### Disputa interna
Actualmente la secretaría nacional del partido se encuentra en disputa debido a pujas internas desde su fundación. En un principio Roy García figuraba oficialmente como el secretario nacional, pero durante todo el proceso jurídico que se estaba llevando en contra de García, el partido decidió a través de su Directiva Nacional separarlo del partido y de la secretaría nacional el pasado 30 de julio de 2022; esto mientras "solventa su situación jurídica" de acuerdo al comunicado difundido por medios oficiales. García queda entonces "sin autoridad para realizar convocatorias de cualquier tipo hasta que se solvente su situación jurídica y la Asamblea [del partido] realice la convocatoria y votación respectiva para normalizar nuevamente su participación en PAÍS", Carlos Molina que fungía como secretario nacional adjunto pasa a liderar la institución y Samuel Tejada toma el lugar de Molina. Sus justificaciones fueron mayores cuando a inicios de septiembre del mismo año alegaron que Roy cometía "actos arbitrarios" dentro del partido.
A raíz de esto en octubre de 2022 el Tribunal Supremo Electoral resolvió no dar lugar a la suspensión de Roy García como secretario nacional, luego de que miembros del partido liderados por Carlos Molina tramitaran sus demandas ante el órgano electoral. El TSE determino, entre otras cosas, que únicamente le competía al Tribunal de Ética y Disciplina interno del partido dar cabida a la suspensión y con base en criterios apegados a ley y al debido proceso.
Simultáneamente, y como era de esperarse, el partido se separó de forma que internamente se convocaron a dos asambleas en septiembre de 2022 para elegir nuevas juntas directivas y conformar dentro de estas sus respectivos Tribunales de Ética y Disciplina, una la lidera Roy García y la otra Carlos Molina.
La parte de Roy García desistió de participar en las elecciones generales de 2024 y se espera que se postulen para las elecciones de 2027; sin embargo, por el lado de Carlos Molina decidieron convocar a elecciones internas para participar en las diferentes candidaturas para cargos de elección popular con miras en las elecciones generales de 2024, Roy dijo que esta convocatoria no tenía ningún sustento legal ya que él aún ostenta con el cargo de secretario general de acuerdo con la resolución dictaminada por el TSE.
A finales de agosto de 2023 Carlos Molina convoca a conferencia de prensa en la cual oficializan y dan a conocer las candidaturas que competirán por cargos de elección popular, siendo estas: Presidencia y Vicepresidencia, Asamblea Legislativa, Concejos Municipales y Parlacen; aclaró que el proceso se llevó a cabo de manera virtual el pasado 16 de julio del mismo año dando como lugar a las diferentes candidaturas, mencionó que presentaron una segunda audiencia ante el TSE para "aclarar" al pleno quiénes son las autoridades electas como nueva dirigencia del partido. La fórmula presidencial la conforman José Rodolfo Cardoza e Irma Sosa Pineda.

### Candidatura de Gerard Awad
En abril de 2022 se hizo publica la precandidatura de Gerardo Awad (exmilitante del partido Arena) y Hardy García (esposa de Roy García) para la presidencia y vicepresidencia respectivamente, y poder competir en las elecciones de 2024 esto luego de llegar a un acuerdo con el bloque Unidos por El Salvador, del cual forma parte Awad y que lo conforman miembros y partidos de derecha. La candidatura de Gerardo Awad no prosperó y en julio de 2022 la fracción del partido que lidera Roy García dejó sin efecto el acuerdo firmado con el movimiento. Tiempo después, Awad confirmaría que desiste de competir por la presidencia bajo la bandera de PAIS y decidió apartarse del partido por conflictos internos, pero mencionó sobre sus aspiraciones de competir nuevamente para las elecciones de 2029, sin mencionar bajo qué bandera partidaria o si llegaría a conformar uno propio, esto lo hizo oficial mediante un video publicado en sus redes sociales.